# Gordon Brown (rugby à XV)
Pour les articles homonymes, voir Gordon Brown (homonymie) et Brown.

a Compétitions nationales et continentales officielles uniquement.

b Matchs officiels uniquement.
Gordon Lamont Brown, né le 1er novembre 1947 à Troon et décédé le 19 mars 2001 à Ayr, est un joueur de rugby à XV international écossais évoluant au poste de deuxième ligne. Il était très populaire et très apprécié, avec un grand sens de l'humour[réf. nécessaire]. 

## Biographie
Né à Troon, d'où vient son surnom Broon frae Troon, Gordon Brown appartient à une famille sportive. Son frère aîné Peter joue aussi pour l'équipe d'Écosse et il en est même le capitaine. Son père, Jock Brown joue gardien de but pour l'Équipe d'Écosse de football et il apparaît aussi sur l'Open d'Écosse à Troon au golf bataillant contre Arnold Palmer. 

### En club
Brown joue avec l'équipe de West of Scotland RFC où il évolue au poste de deuxième ligne. 

### En équipe nationale
Il obtient sa première cape internationale à l'âge de 22 ans le 6 décembre 1969 à l’occasion d’un match contre l'équipe d'Afrique du Sud, qui se solde par une victoire 6-3. Il réussit à gagner sa place dans le groupe écossais pour le Tournoi des cinq nations 1970 et démarre la partie contre l'équipe de France. Mais il perd sa place de titulaire contre le pays de Galles au profit de Peter, son frère, qui est le premier à lui apprendre la nouvelle. Gordon fait son entrée à la mi-temps pour remplacer Peter à cause d'une blessure, et c'est la première fois qu'un remplacement implique deux frères dans un match international.
Il devient tout simplement un des meilleurs deuxième ligne britanniques d'après-guerre. Broon frae Troon est le membre le plus important du plus fort cinq de devant qu'a jamais eu l'Écosse : Ian McLauchlan, Frank Laidlaw, Sandy Carmichael, Alastair McHarg et Gordon Brown. Et ce cinq est la pierre d'angle de l'équipe qui transforme Murrayfield en une forteresse imprenable. Entre 1971 et 1976 l'équipe d'Écosse perd une seule fois à domicile et cette seule défaite est sur un score de 14-9 contre les All Blacks en 1972. 
Ses qualités lui permettent de participer à trois tournées des Lions en 1971 en Nouvelle-Zélande, 1974 en Afrique du Sud et 1977 de nouveau en Nouvelle-Zélande. C'est le seul avant à avoir participé aux deux tournées en Nouvelle-Zélande, il y récolte cinq capes. Il fait équipe avec Willie-John McBride dans la mêlée mémorable de la tournée des Lions 1974 en Afrique du Sud où il inscrit deux essais et gagne trois capes.

## Statistiques

### Avec l'équipe d'Écosse
- 30 sélections
- Sélections par année : 1 en 1969, 5 en 1970, 5 en 1971, 4 en 1972, 2 en 1973, 4 en 1974, 5 en 1975, 4 en 1976
- Tournois des Cinq Nations disputés : 1970, 1971, 1972, 1973, 1974, 1975, 1976.

### Avec les Lions
- 8 sélections avec les Lions
- 8 points (2 essais)
- Sélections par année : 2 en 1971 en Nouvelle-Zélande, 3 en 1974 en Afrique du Sud (2 essais), 3 en 1977 en Nouvelle-Zélande.

## Palmarès
- Vainqueur du Tournoi des Cinq Nations en 1973[2]